# Leopold Janikowski
Leopold Janikowski (ur. 14 listopada 1855 w Dąbrówce k. Warszawy, zm. 8 grudnia 1942 w Zielonce) – meteorolog, podróżnik, etnograf, ojciec Stanisława Janikowskiego.

## Życiorys
Leopold Ludwik Janikowski urodził się w Dąbrówce (obecnie część dzielnicy Białołęka w Warszawie, Dąbrówka Szlachecka lub Dąbrówka Grzybowska) jako syn Jana (ur. ok. 1817) i Franciszki (z domu Wołkiewicz, ur. ok. 1827). Chrzest przyjął 22 czerwca 1856 roku w kościele parafialnym pw. św. Jakuba Apostoła w Tarchominie.
Uczęszczał do gimnazjum w Kaliszu. Po przeniesieniu się do Warszawy, pracował przez dłuższy czas w dziale meteorologicznym warszawskiego obserwatorium astronomicznego.

## Pierwsza wyprawa do Kamerunu (1882–1886)
W 1881 roku Janikowski odpowiedział na ogłoszenie opublikowane w czasopiśmie Wędrowiec przez Stefana Szolc-Rogozińskiego, dwudziestoletniego oficera rosyjskiej marynarki wojennej, który szukał towarzyszy podróży. Celem ekspedycji było utworzenie stacji geograficznej w zatoce Ambas, która miała umożliwić „eksplorację wyżyn Kamerunu i penetrację terenu w poszukiwaniu jeziora Liba lub Riba”.
Ta pierwsza udokumentowana polska wyprawa badawcza do Afryki miała miejsce między 1882 a 1885 rokiem i była prowadzona przez Stefana Szolc-Rogozinskiego, Leopolda Janikowskiego i Klemensa Tomczeka. Podróżnicy odwiedzili wówczas Maderę, Wyspy Kanaryjskie, Liberię i wyspę Fernando Po.

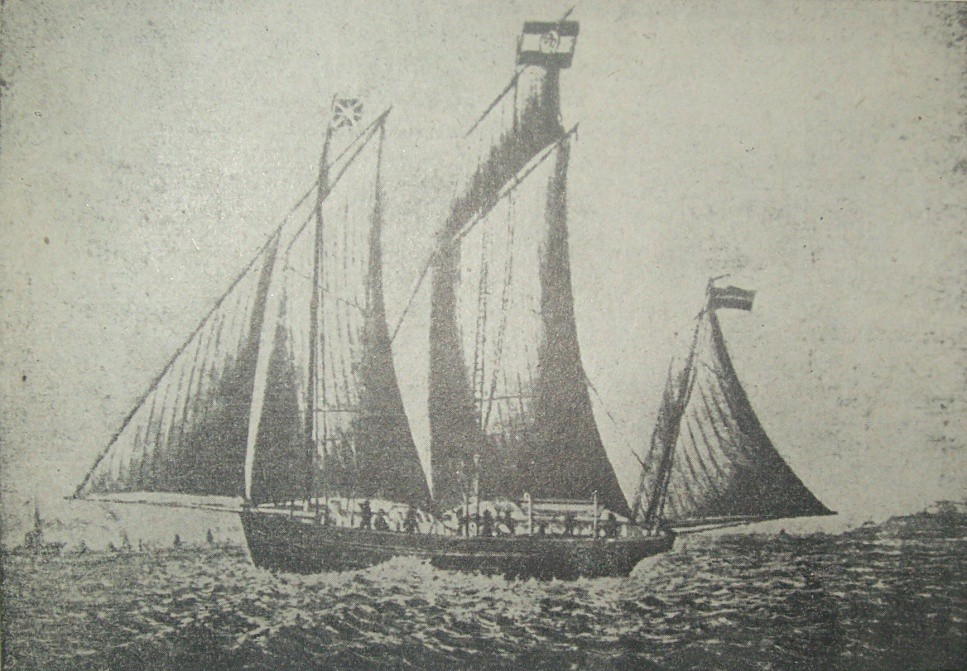
Łucja Małgorzata, 1882

Wyprawa ruszyła z Hawru 13 grudnia 1882 roku na statku żaglowym Łucja Małgorzata (fr.: La Lucie Marguerite), lugrze o tonażu około 100 ton z francuską załogą pod banderą francuską i flagą armatora z herbem Warszawy, Syrenką. W dniach 16–20 grudnia przeczekano sztorm w angielskim porcie Falmouth.
Po wizycie na Maderze, w Liberii i Assini 16 kwietnia 1883 roku zaokrętowano w porcie Santa Isabel na hiszpańskiej wyspie Fernando Po w Zatoce Gwinejskiej.
Ich wyprawa do Kamerunu zajęła cztery miesiące, ale wkrótce po przybyciu na Fernando Po 16 kwietnia 1883 roku trzech podróżników kupiło wyspę Mondoleh u wybrzeży Kamerunu z przeznaczeniem na stację badawczą za „10 sztuk materii, 6 fuzji (skałkówek), trzy skrzynki dżinu, 4 kuferki, 1 tużurek czarny, 1 cylinder, 3 kapelusze, tuzin czapek czerwonych, 4 tuziny słoików pomady, tuzin bransoletek i 4 chustki jedwabne”.

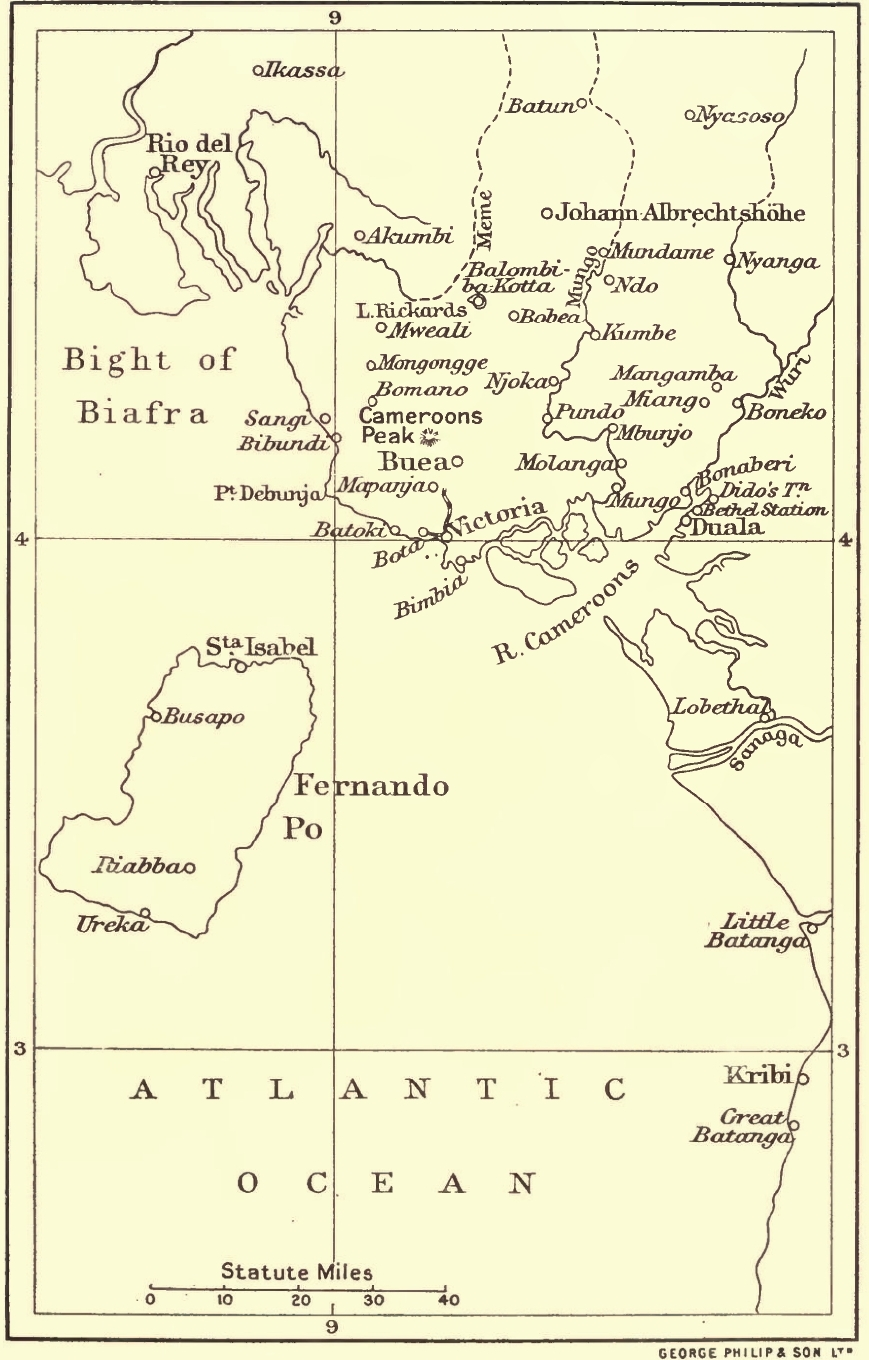
Kamerun, 1908

Leopold Janikowski był wówczas głównie zaangażowany w konstrukcję obozu ekspedycji na wyspie Mondoleh. Po spotkaniu ludu Bubi na Fernando Po, Janikowski badał ich zwyczaje, prawo i historię, co później opisał. Janikowski został podany przez Moreno w 2013 roku jako osoba, która zapewniła najbardziej dokładne informacje o politycznym kierownictwie i strukturze wojska ludu Bubi w tamtych czasach. Tak zwane „peace handbooks” wydane w 1920 roku przez sekcję historyczną Foreign and Commonwealth Office nawiązywały do artykułu Janikowskiego o Fernando Po.
Podczas wyścigu o Afrykę, Brytyjczycy działający przeciwko niemieckim zakusom o Kamerun byli wspierani przez dwóch Polaków: Szolc-Rogozińskiego i Janikowskiego, którzy podpisali ponad 35 traktatów z lokalnymi liderami.

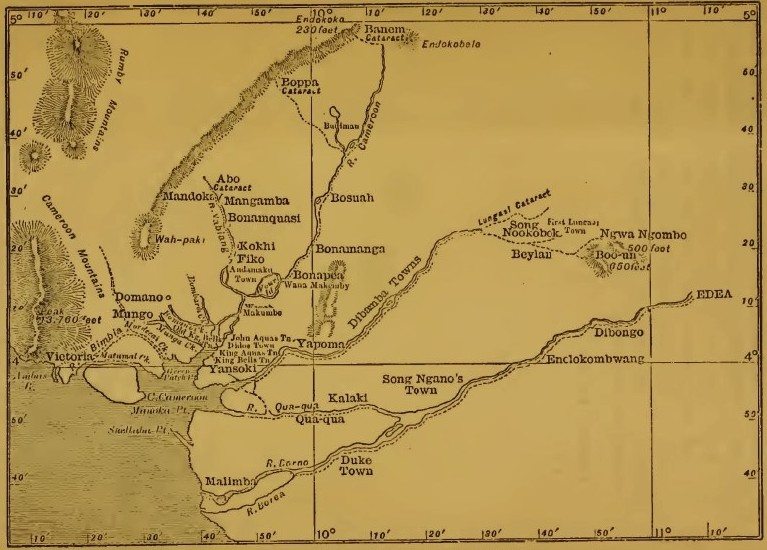
Mapa Kamerunu, 1884

Rogoziński i Janikowski wykonali krótką trzytygodniową wyprawę do Gabonu, zbierając materiał antropologiczny i etnograficzny, a po powrocie 14 lipca 1884 roku natrafili na niemieckie statki żaglowe na wodach Kamerunu oraz, ku ich przerażeniu, zostali postawieni przed faktem deklaracji protektoratu niemieckiego wobec rzecznego obszaru Kamerunu oraz obszaru Bimbii. 12 lutego niemiecka korweta Bismarck raniła i aresztowała Janikowskiego na otwartym morzu gdy płynął kajakiem z Batoki do Victorii, wierząc że mają oni Rogozińskiego. W tym samym czasie Szwedzi Knutson i Waldau otrzymali oficjalne pozwolenie kapitana Karchera aby aresztować 'S.S. Rogozińskiego i przekazać go władzom niemieckim. Według kontradmirała Knorra, starszego niemieckiego oficera rejonu: „Jako że M. Janikowski i jego załoga została przypadkowo ostrzelana i narażona na niebezpieczeństwo, są oni widocznie upoważnieni do żądania słusznej i racjonalnej rekompensaty”.
Janikowski, razem z Szolc-Rogozińskim i niemieckim sprawozdawcą Zöllerem wspięli się na szczyt wulkanu Kamerun w grudniu 1884 roku. Była to pierwsza polska i trzecia europejska wyprawa na szczyt (po Richardzie Francisie Burtonie w 1860 i T. J. Comberze w 1878 roku).
Ekspedycja powróciła do Europy latem 1885 roku. Najpierw podróżnicy udali się do Londynu i Paryża, tam też prowadzili wykłady oraz wypowiadali się dla prasy popularnej. Leopold Janikowski jako członek francuskiego towarzystwa geograficznego Société de géographie publikował w ich magazynie. Następnie wyprawa powróciła do Polski, a zbiory z Afryki stały się źródłem idei utworzenia Muzeum Etnograficznego w Warszawie. Janikowski wygłosił w tym mieście także cały szereg odczytów.

## Polska kolonia
Szolc-Rogoziński służył w marynarce rosyjskiej. Jego dziennik, według Bagińskiego, potwierdza „jego prawdziwą intencję [...] utworzenie drugiej Wolnej Ojczyzny dla emigrantów z uciśnionego kraju”. Janikowski potwierdza to w swojej książce z 1936 roku:
„Kiedy w 1880 r. poznałem Rogozińskiego i kiedy roztoczył on przede mną swoje plany badań naukowych oraz jeden z głównych celów, z konieczności ukrytych, a mianowicie wyszukanie odpowiedniego terenu dla kolonizacji polskiej, jako przyszłej ostoi dla tych, którym nie tylko materialnie, ale i duchowo było za ciasno pod rządami trzech naszych zaborców, – plan ten porwał mnie, i oddałem mu się całą duszą. Losy jednak, przeciwnie, nie pozwoliły nam tego planu przeprowadzić.”

## Druga wyprawa do zachodniej Afryki (1887–1890)
Na początku 1887 roku Leopold Janikowski popłynął po raz drugi do Afryki, tym razem aby osiąść w pobliżu Gór Krystalicznych pośród plemienia Mpangue (Fan). W grudniu 1889 roku powrócił do Warszawy w związku z aneksją Kamerunu przez marynarkę niemiecką. Z drugiej wyprawy Janikowski przywiózł 1300 różnych eksponatów.

## Muzeum Etnograficzne
Kolekcja ta była wystawiana na utworzonej przez niego Wystawie Etnograficznej. W 1902 roku została przekazana Muzeum Przemysłu i Rolnictwa w Warszawie. Czasopismo Ethnologia Polona opisało ją jako najcenniejsze przedmioty z Afryki w muzeum.
W latach 1900–1932 Janikowski był kolejno sekretarzem, wicedyrektorem, p.o. dyrektora oraz dyrektorem administracyjnym tegoż muzeum.
We wrześniu 1939 roku budynek muzeum uległ całkowitemu zniszczeniu przez bombardowania i pożar. Jedyne eksponaty, które przetrwały, znikły w kolejnych latach wojny – w ten sposób nie pozostało nic z ponad pięćdziesięcioletniej przedwojennej historii muzeum.

## Zielonka

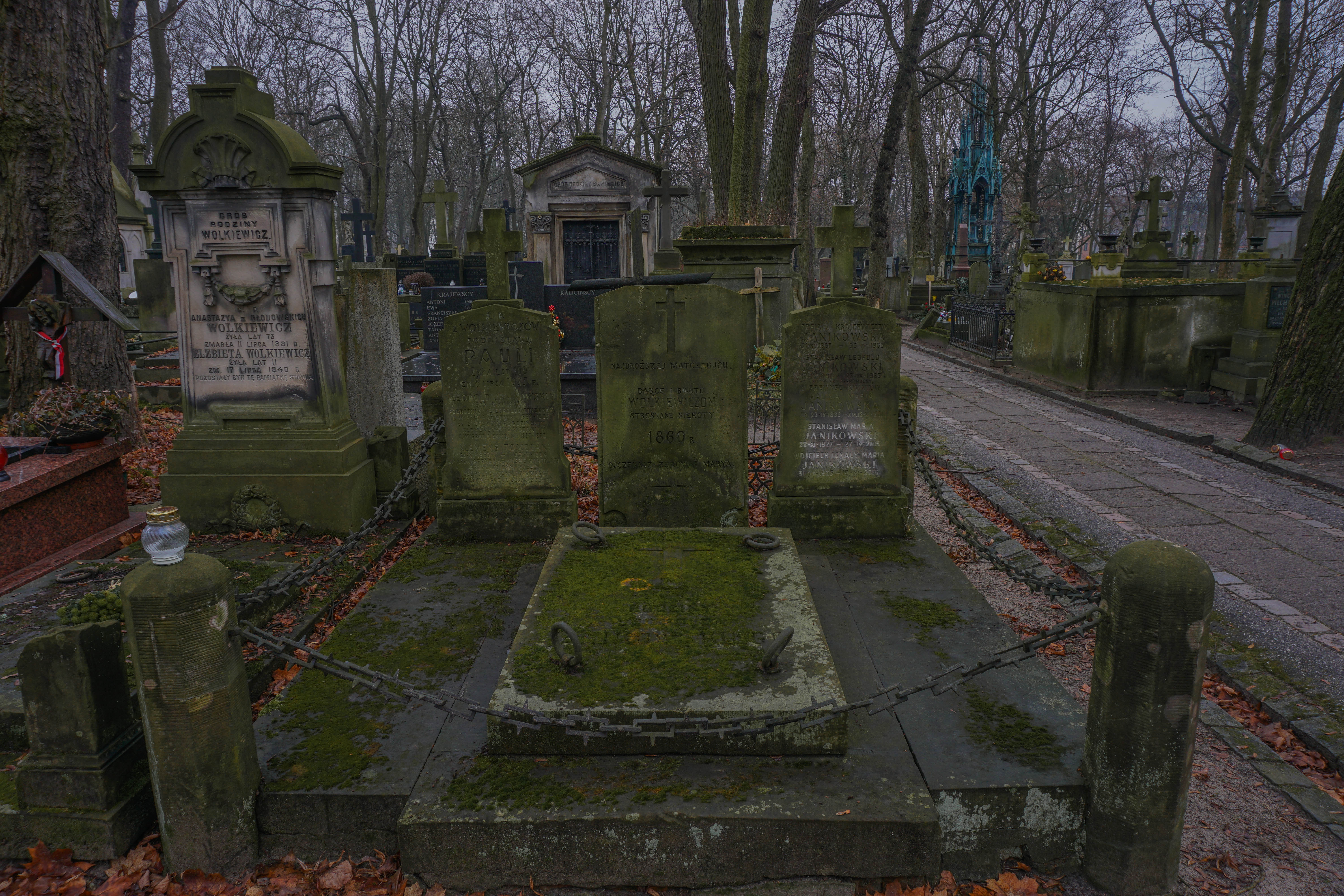
Grób Leopolda Janikowskiego na cmentarzu Powązkowskim

W latach wojny Janikowski z żoną mieszkali w Zielonce, ukrywając Żydów w piwnicy pod kuchnią. Leopold Janikowski zmarł w Zielonce k. Warszawy i został pochowany na warszawskim cmentarzu Powązkowskim (kwatera 36-6-29,30). W 2022 roku ku jego czci powstał mural na budynku Muzeum Zielonki przy ul. Kolejowej w Zielonce. W tym samym roku Fundacja „Stare Powązki" w ramach projektu odrestaurowywania grobów ministrów II RP, odnowiła grobowiec Janikowskich, gdzie Leopold spoczywa wraz ze swoim synem Stanisławem. 

## Rodzina
Leopold Janikowski miał jednego syna, Stanisława Leopolda Janikowskiego, który został dyplomatą.

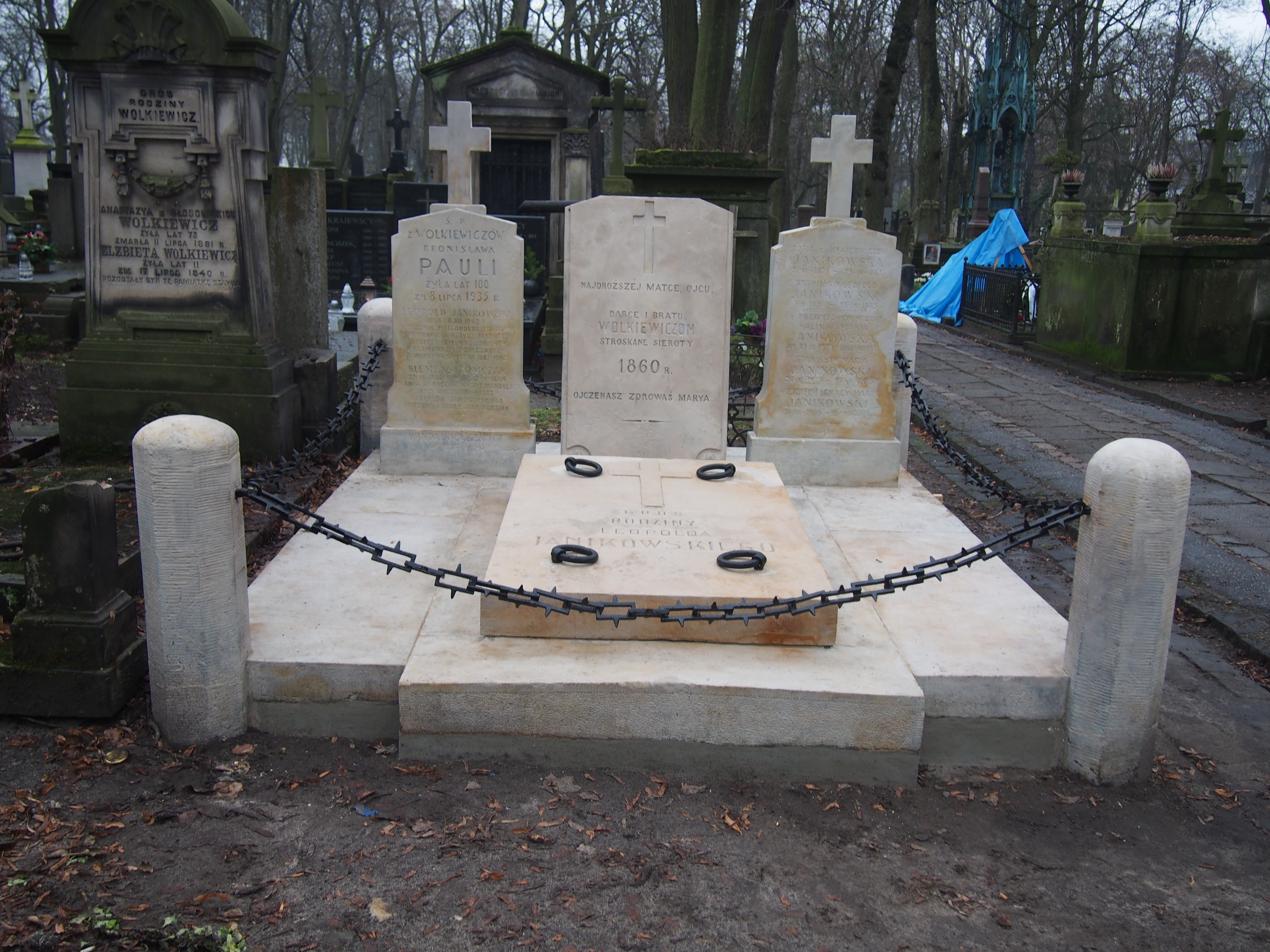
Grób Leopolda Janikowskiego na cmentarzu Powązkowskim po renowacji (2022)

## Ordery i odznaczenia
- Złoty Krzyż Zasługi (7 grudnia 1932)[23]

## Publikacje
Janikowski swoje wspomnienia z podróży publikował w kilku magazynach geograficznych, m.in. paryskim. Wysyłał on do Polski korespondencję, głównie do Kuriera Warszawskiego, który publikował jego listy. Jest on też autorem książki W dżunglach Afryki. Wspomnienia z polskiej wyprawy afrykańskiej w latach 1882-90 z 1936 roku.